# Wasserschutzpolizei
Wasserschutzpolizei är det tyska namnet på sjöpolisen med ansvar för de inrikes vattenvägarna och kustsjöfarten. Denna artikel behandlar förhållandena i Nazityskland. 
Den nazityska sjöpolisen (SW) hade sitt ursprung i Reichswasserschutz och absorberade 1937 sjöfartspolisen (Schiffartzpolizei) och hamnpolisen. SW utgjorde en egen tjänstegren (Sonderdienstzweig) av SchuPo. Under kriget bildade personal kommenderad från SW grunden för marinens krigspolis, Marineküstenpolizei.
Den lokala SW i Berlin var underställd polispresidenten i Berlin som ett eget polisavsnitt, SW-Abschnitt Berlin. Polisavsnittet bestod av två SW-Reviere (vaktdistrikt), två direkt under avsnittet lydande sjöpolisstationer (SW-Wachen) och två direktunderställda sjöpolisposteringar (SW-Posten).